# Mimmo Consales
Cosimo Consales, detto Mimmo (Brindisi, 13 maggio 1959), è un giornalista e politico italiano, sindaco di Brindisi dal 2012 al 2016.

## Biografia
Inizia la sua attività di giornalista negli anni Settanta scrivendo per la Gazzetta di Brindisi di Domenico Mennitti, dirigente dell'Msi ma anche pubblicista. Passa quindi alla redazione locale de Il Tempo, seguono le prime esperienze nelle tv locali e infine l'assunzione a Telenorba, di cui diverrà direttore della sede locale. Ottiene l’affidamento degli uffici stampa di quasi tutti gli enti pubblici. Nel maggio 2012 viene eletto al primo turno sindaco di Brindisi a capo di una coalizione di centrosinistra. Durante il mandato Consales affida i servizi di rassegna stampa del Comune alla News sas, l'agenzia di cui era stato titolare fino al giorno successivo all'elezione. Nel febbraio 2016 viene sospeso dall'Ordine dei giornalisti a causa delle sue vicissitudini giudiziarie.

## Procedimenti giudiziari
- Nel 2013, in seguito ad un'indagine  sull'affidamento del servizio di comunicazione istituzionale e della rassegna stampa, si autosospende dal PD.[5][6]
- Il 6 febbraio 2016 viene arrestato, insieme a un imprenditore e a un commercialista,  per abuso d'ufficio e corruzione all'interno di un'indagine sulla gestione dei rifiuti cittadini.[7] Si dimette il successivo 8 febbraio.[8] Nel settembre 2016 la procura di Brindisi chiede il rinvio a giudizio per l'ex sindaco e per altre quattro persone accusate, a vario titolo, di corruzione per atti contrari ai doveri d'ufficio, reati ambientali e interruzione di pubblico servizio.[9]
- Il 17 marzo 2017 viene condannato a un anno e mezzo per il solo reato di abuso d'ufficio in merito all'affidamento del servizio di rassegna stampa e call-center alla News sas, agenzia stampa di cui Consales era socio accomandatario (carica dalla quale si dimise all'indomani dell'elezione). Viene invece assolto dai reati di concussione e truffa.[10][11]
- Nel 2018 viene condannato per corruzione per atti contrari ai doveri d’ufficio alla pena di 4 anni e 4 mesi di reclusione e interdizione perpetua dai pubblici uffici.[12]
- Nel 2023 la Corte dei Conti per la Puglia lo condanna al pagamento in favore del comune di Brindisi della somma di 115mila euro in forza della sentenza penale di condanna di primo grado passata in giudicato.[13]